# Ballens
Ballens ist eine politische Gemeinde im Distrikt Morges des Kantons Waadt in der Schweiz.

## Geographie
Ballens liegt auf 707 m ü. M., 11 km nordwestlich der Bezirkshauptstadt Morges (Luftlinie). Das Haufendorf erstreckt sich auf einer Kuppe auf dem Hochplateau, das am Jurafuss liegt, im Waadtländer Mittelland.
Die Fläche des 8,5 km² grossen Gemeindegebiets umfasst einen leicht gewellten Abschnitt in der westlichen Randzone des Mittellandes. Der Gemeindeboden erstreckt sich vom Jurafuss ostwärts über die Talniederung des Veyron und den Geländerücken von Ballens bis zum Trockental von Grand Marais im Osten. Dieses bis 300 m breite flache Tal diente einst als Schmelzwasserrinne am Rand des eiszeitlichen Rhonegletschers. Im Süden reicht das Gebiet in den Wald Le Sépey, in dem mit 729 m ü. M. die höchste Erhebung von Ballens erreicht wird. Ganz im Südosten gehört auch ein Teil des Waldes von Les Bougeries (bis 704 m ü. M.) zu Ballens. Von der Gemeindefläche entfielen 1997 5 % auf Siedlungen, 30 % auf Wald und Gehölze, 64 % auf Landwirtschaft und etwas weniger als 1 % war unproduktives Land.
Zu Ballens gehören der Weiler Froideville (685 m ü. M.) am Westrand des Tals von Grand Marais sowie einige Einzelhöfe. Die Nachbargemeinden von Ballens sind im Südwesten Bière, im Westen Berolle, im Norden Mollens, im Osten Hautemorges und im Süden Yens.

## Bevölkerung
Mit 576 Einwohnern (Stand 31. Dezember 2023) gehört Ballens zu den kleinen Gemeinden des Kantons Waadt. Von den Bewohnern sind 88,0 % französischsprachig, 5,6 % deutschsprachig und 5,0 % portugiesischsprachig (Stand 2000). Die Bevölkerungszahl von Ballens belief sich 1850 auf 422 Einwohner, 1900 auf 361 Einwohner. Seither pendelt sie zwischen 350 und 400 Einwohnern.

## Wirtschaft
Ballens war bis Mitte des 20. Jahrhunderts ein vorwiegend durch die Landwirtschaft geprägtes Dorf. Noch heute spielt die Landwirtschaft als Erwerbszweig der Bevölkerung eine wichtige Rolle. Sie konzentriert sich auf Ackerbau und Viehzucht respektive Milchwirtschaft. Dank der guten Verkehrserschliessung haben sich in Ballens einige Unternehmen des Baugewerbes, eine Schmiede und eine Buchbinderei angesiedelt. Weitere Arbeitsplätze gibt es im Dienstleistungssektor.

## Verkehr
Die Gemeinde ist verkehrstechnisch gut erschlossen. Sie liegt an der Hauptstrasse, die von Morges nach Bière führt. Am 1. Juli 1895 wurde die Schmalspurbahn Bière–Apples–Morges mit einem Bahnhof in Ballens in Betrieb genommen.

## Geschichte

Historisches Luftbild von Werner Friedli von 1949

Bei Ballens wurde ein Hügelgrab aus der Hallstattzeit gefunden. Die erste urkundliche Erwähnung erfolgte 1139 unter dem Namen Barlens, 1453 erschien die Schreibweise Balens. Ballens war im Mittelalter Zentrum einer kleinen Herrschaft, die dem Kloster Romainmôtier und den Herren von Aubonne unterstand. Seit der Eroberung der Waadt durch Bern im Jahr 1536 teilte Ballens die Geschicke von Aubonne und kam 1701 an die Landvogtei Aubonne. Nach dem Zusammenbruch des Ancien Régime gehörte das Dorf von 1798 bis 1803 während der Helvetik zum Kanton Léman, der anschliessend mit der Inkraftsetzung der Mediationsverfassung im Kanton Waadt aufging. 1798 wurde Ballens zunächst dem Bezirk Morges zugeteilt, 1803 kam es an den Bezirk Aubonne.

## Sehenswürdigkeiten
Die Kirche Saint-Maurice wurde bereits 1139 erwähnt. Der Bau erfuhr mehrfach Umgestaltungen, der Glockenturm stammt von 1715. Im alten Ortskern sind charakteristische Bauernhäuser aus dem 16. bis 19. Jahrhundert erhalten.